# Pilar d'Almenara
|  | No s'ha de confondre amb l'edifici del Pilar d'Almenara.. |

El Pilar d'Almenara és una muntanya de 459 metres situada al capdamunt de la serra d'Almenara, al poble d'Almenara Alta, pertanyent al municipi d'Agramunt, comarca de l'Urgell. Al cim, s'hi pot trobar una torre cristiana anomenada també Pilar d'Almenara i un vèrtex geodèsic (referència 263108001).
Aquest cim està inclòs a la llista dels 100 cims de la FEEC.